# Microphis brevidorsalis
Microphis brevidorsalis är en fiskart som först beskrevs av De Beaufort 1913.  Microphis brevidorsalis ingår i släktet Microphis och familjen kantnålsfiskar. Inga underarter finns listade i Catalogue of Life.